# Thuận Yến
Thuận Yến, tên thật là Đoàn Hữu Công (15 tháng 8 năm 1932 tại Quảng Nam – 24 tháng 5 năm 2014 tại Hà Nội) là nhạc sĩ Việt Nam. Ông nổi tiếng với những ca khúc kháng chiến thời kỳ Cách mạng, và sau này là những đóng góp cho dòng nhạc trữ tình và nền nhạc nhẹ hiện đại. Ông còn là Đại tá Quân đội nhân dân Việt Nam.
Thuận Yến tham gia Đoàn văn công Khu ủy Liên khu V từ năm 1949, sau đó theo học lớp Trung cấp sáng tác tại Nhạc viện Hà Nội vào năm 1961. Năm 1965, ông trở lại chiến trường, sáng tác nhiều ca khúc kháng chiến nổi tiếng như "Mỗi bước ta đi", "Bài ca tiếp vận", "Mỗi dòng thư Bác sáng ngời niềm tin". Sau khi chấm dứt chiến tranh Việt Nam và hòa bình lập lại, ông được cử tới Đoàn Văn công Tổng cục Xây dựng kinh tế, sáng tác nhiều ca khúc ca ngợi lãnh tụ như "Bác Hồ, một tình yêu bao la" hay "Lê-nin, Người đến đất nước tôi". Ông cũng được biết tới với nhiều ca khúc trữ tình nổi tiếng sau này như "Chia tay hoàng hôn", "Màu hoa đỏ", "Em tôi", "Khát vọng",... Sự nghiệp sáng tác đồ sộ của ông bao gồm tới hơn 500 ca khúc. Thuận Yến từng giữ chức Trưởng ban Âm nhạc Đài Tiếng nói Việt Nam. Khi nghỉ hưu, ông đã được phong tới quân hàm Đại tá Quân đội nhân dân Việt Nam.
Thuận Yến lập gia đình với Nghệ sĩ ưu tú đàn tranh Hồ Thanh Hương. Họ có hai người con đều tham gia trong lĩnh vực âm nhạc là ca sĩ Thanh Lam và DJ, nhà sản xuất âm nhạc Trí Minh.

## Tiểu sử
— Thuận Yến
Đoàn Hữu Công sinh năm 1932 tại xã Duy Trinh, huyện Duy Xuyên, tỉnh Quảng Nam. Từ nhỏ đã được tiếp xúc với âm nhạc. Năm 1949, gia đình ly tán, ông tới Bình Định gia nhập Khu ủy Liên khu V và quyết định tham gia cách mạng. Khi đó nhiệm vụ của ông chỉ là liên lạc chuyển thư báo, trông coi kho sách. Tìm được cuốn Ký âm pháp và hòa âm của nhạc sĩ Ngọc Trai, ông đã theo đó mà mày mò tự học và tập sáng tác. Được tham gia cùng những nghệ sĩ đương thời như Phan Thao, Tế Hanh, Nguyễn Thành Long, Phan Huỳnh Điểu, Bích Sơn,... ông sớm được phát triển niềm đam mê âm nhạc. Công việc lúc rảnh rỗi của ông là ngồi xem các nghệ sĩ đóng kịch, hát bài chòi, rồi không lâu sau ông được một người chơi guitar chỉ dẫn những nốt nhạc đầu tiên.
Năm 1953, ông được biệt phái sang quân đội. Chiến dịch Đông–Xuân năm 1953–1954, ông theo Khu ủy mở mặt trận Bắc Tây Nguyên và được giao nhiệm vụ văn nghệ cho bộ đội và dân công. Tại đây, ông đã viết những ca khúc đầu tay như "Hò dân công" hay "Thi đua sản xuất". Năm 1961, ông được cử ra Bắc học tại Trung cấp sáng tác tại Trường âm nhạc Việt Nam. Để đảm bảo được đăng ký đúng khung giới hạn tuổi 25, ông buộc phải khai năm sinh của mình là 1935.
Năm 1965, ông xung phong đi chiến trường B cùng với đoàn Văn công Quân giải phóng Trị Thiên, trở vào Nam chiến đấu. Ông quyết định chọn bút danh Thuận Yên, ghép từ các chữ Duy Thuận (quê cha) và Duy Yên (quê mẹ). Khi gửi tác phẩm về Hà Nội, người biên tập và phát thanh viên của Đài Tiếng nói Việt Nam đều tưởng là Thuận Yến, nên đọc là Thuận Yến. Không có điều kiện cải chính, từ đó ông chấp nhận bút danh trên. Trong quãng thời gian này, ông viết nên những ca khúc động viên thanh niên lên đường như "Ba lô ta buộc cho chặt", "Vành lá ngụy trang rất xanh",... rồi sau đó là những ca khúc cách mạng được nhiều người biết tới như "Hát mừng quê ta giải phóng", "Mỗi bước ta đi", "Bài ca tiếp vận", "Mỗi dòng thư Bác sáng ngời niềm tin", "Người mẹ miền Nam tay không thắng giặc",... Năm 1968, ông sáng tác nên bản tình ca "Chia tay hoàng hôn" (thơ Hoài Vũ) khi vợ chồng ông phải chia tay giữa chiến trường Quảng Trị để nghệ sĩ Thanh Hương trở về Bắc điều trị bệnh khớp. Đây cũng chính là ca khúc mà Thuận Yến tâm đắc nhất sự nghiệp. Ca sĩ Thanh Lam ra đời vào năm 1969, nhưng phải tận tới 2 năm sau, cô mới được gặp cha. Năm 1991, chính Thanh Lam đã giành giải Nhất tại Cuộc thi đơn ca nhạc nhẹ toàn quốc khi trình diễn thành công ca khúc trên.
Năm 1969, ông theo học sáng tác tại Nhạc viện Hà Nội, viết nên một số tác phẩm như bản sonate Tự nguyện và Trang giao hưởng 5 chương Khúc nhạc miền Trung và hành khúc Những bàn chân không mỏi. Không lâu sau, ông công tác tại Đoàn văn công Tổng cục xây dựng kinh tế. Trong thời gian này, ông viết nhiều ca khúc như "Bác Hồ, một tình yêu bao la", "Vầng trăng Ba Đình", "Người về thăm quê", "Lê-nin, Người đến đất nước tôi",....
Thời kỳ hòa bình, Thuận Yến còn sáng tác nhiều ca khúc trữ tình như "Màu hoa đỏ", "Khát vọng",... và cả viết nhạc cho múa (các vở Bông sen đỏ, Anh còn sống mãi), nhạc cho phim ("Khoảng trời chiến sĩ", "Hát ở chiến hào") hay "Duy Tân khúc tâm giao" (1999, dành tặng Đại học Duy Tân, Đà Nẵng).
Từ cuối thập niên 2000, ông mắc bệnh Alzheimer làm cho trí nhớ bị suy giảm nghiêm trọng. Ngoài ra, ông còn mắc chứng hen suyễn ảnh hưởng lớn tới khả năng giao tiếp và hô hấp. Năm 2001, ông là một trong số những nghệ sĩ được trao tặng Giải thưởng Nhà nước.
Ông qua đời vào tháng 5 năm 2014 tại nhà riêng sau thời gian dài lâm bệnh.
Thuận Yến không có tên trong danh sách Giải thưởng Hồ Chí Minh về văn học nghệ thuật vào năm 2016. Ông được truy tặng giải thưởng này đúng 1 năm sau cho các tác phẩm: "Vầng trăng Ba Đình", "Người về thăm quê", "Gửi em ở cuối sông Hồng", "Con gái mẹ đã trở thành chiến sĩ", "Chia tay hoàng hôn".

## Gia đình
Thuận Yến gặp gỡ nghệ sĩ đàn tranh Hồ Thanh Hương (sinh năm 1942) trong thời gian theo học tại Nhạc viện Hà Nội vào năm 1960. Họ kết hôn vào năm 1968. Ngoài "Chia tay hoàng hôn", ông từng viết tặng cho bà những tình khúc như "Tình yêu không lời", "Tiếng đàn thập lục",... Sau khi đất nước thống nhất, Thuận Yến cùng gia đình sống tại đường Đê La Thành, Hà Nội. Cả hai người con của ông cùng theo nghề nhạc: ca sĩ Thanh Lam (sinh năm 1969, tên đầy đủ là Đoàn Thanh Lam) và DJ, nhà sản xuất âm nhạc Trí Minh (sinh năm 1972, tên thật là Đoàn Hữu Thắng) từng tổ chức liveshow Thuận Yến – Tình yêu không lời tôn vinh cha vào năm 2009 với nhiều nghệ sĩ nổi tiếng tham gia trong tư cách khách mời. Liveshow được trình diễn 2 đêm tại Nhà hát Lớn Hà Nội vào tháng 9, sau đó có thêm một đêm tri ân vào đầu tháng 12 tại Nhà hát Trưng Vương, thành phố Đà Nẵng. Nói về chương trình, Thuận Yến nhận xét: "Tôi rất hài lòng về đêm nhạc. Một chương trình hay và vừa vặn. Thanh Lam và các ca sĩ khách mời đều hát tốt và chọn bài rất đúng".
Tháng 10 năm 2014, một đêm nhạc khác mang tên Bản tình ca cha viết cũng đã được gia đình Thuận Yến cùng nhạc sĩ Quốc Trung, các ca sĩ Trọng Tấn, Tùng Dương, Anh Thơ... tổ chức tại Cung văn hóa hữu nghị Việt–Xô, Hà Nội.

## Đánh giá
Suốt sự nghiệp sáng tác âm nhạc, Thuận Yến đã được trao nhiều giải thưởng, bao gồm Giải nhất ca khúc của Bộ Văn hoá năm 1987 (ca khúc "Vầng trăng Ba Đình"), Giải ca khúc xuất sắc của Bộ Quốc phòng năm 1994 (ca khúc "Màu hoa đỏ"), Giải bài hát được nhiều người ưa thích năm 1992 – 1993 của Đài Tiếng nói Việt Nam (ca khúc "Chia tay hoàng hôn"),... và danh giá nhất là Giải thưởng Nhà nước năm 2001 với 5 ca khúc được chọn và Giải thưởng Hồ Chí Minh năm 2017 cũng với 5 ca khúc được chọn. Ông từng được nhận Huân chương Lao động Hạng Ba và hạng Nhất, cùng 2 lần nhận Huân chương Lao động hạng Hai. Với 26 ca khúc, nhạc sĩ Thuận Yến cũng là tác giả "Có nhiều sáng tác nhất về Hồ Chí Minh".
Thuận Yến được coi là một trong những "cây đại thụ" của nền âm nhạc Việt Nam, người dìu dắt và tạo cảm hứng cho nhiều ca sĩ, nghệ sĩ lớn sau này như Nghệ sĩ Nhân dân Thu Hiền, ca sĩ Việt Hoàn, Quang Linh, Tùng Dương,... Nghệ sĩ ưu tú Quang Lý đánh giá cao những sáng tác của Thuận Yến "là những bản hùng ca hay trữ tình thấm đượm tình yêu quê hương, đất nước, con người."
Nhiều nghệ sĩ gạo cội cũng bày tỏ sự tôn trọng lớn lao đối với nhạc sĩ Thuận Yến. Nghệ sĩ nhân dân Trung Kiên, người từng là "thông gia" với gia đình Thuận Yến, nhớ về ông là người "hiền lành sôi nổi" và "vẫn lấy các sáng tác của Thuận Yến để dạy cho học trò của mình." Ngay từ năm 2014, nhạc sĩ An Thuyên đã đề nghị Thuận Yến nhận Giải thưởng Hồ Chí Minh về những đóng góp cho nền âm nhạc nước nhà vì ông "là người nghệ sĩ chiến sĩ, là tấm gương sáng để các nghệ sĩ trẻ noi theo..."
Nhạc sĩ Tường Lân cũng đánh giá cao "chất nhân văn và văn học" trong các sáng tác của Thuận Yến, đặc biệt với những ca khúc về tình yêu. Nhạc sĩ Tôn Thất Lập, Chủ tịch Hội âm nhạc Thành phố Hồ Chí Minh đồng thời là Phó chủ tịch Hội nhạc sĩ Việt Nam và cũng là Tổng biên tập của tạp chí Âm nhạc Việt Nam thì ca ngợi "sự sáng tạo nhưng vẫn mang đậm phong cách của âm nhạc dân tộc" và "giữ được bản sắc riêng... rất truyền cảm và đậm chất dân tộc... [với] sự sáng tạo cả về hình thức, âm điệu, ca từ,..." Các nhạc sĩ Phú Quang và Trần Tiến cũng là những người rất ấn tượng với những sáng tác đồ sộ của Thuận Yến.
Thuận Yến cũng được coi là một trong những người có đóng góp lớn vào sự phát triển của nền âm nhạc trữ tình cũng như nhạc nhẹ Việt Nam trong thời kỳ mới. Những đóng góp của ông về âm thanh, tiết tấu càng được coi trọng và phát huy khi ông nắm giữ vai trò trưởng ban âm nhạc Đài Tiếng nói Việt Nam, như chia sẻ từ nhạc sĩ Cát Vận "[Thuận Yến là] người luôn trăn trở với nền âm nhạc Việt Nam". Báo Tin tức từng viết về ông vào năm 2017: "Gia tài âm nhạc của ông, nếu thời chiến tranh mang âm hưởng của tình yêu đất nước của một thời cuộc gian nan nhưng đầy khí phách, thì gia tài âm nhạc của ông ở thời bình lại rất thiết tha, đậm đà tình yêu nam nữ, với đủ "cung bậc người" – nỗi buồn đau, niềm hạnh phúc, nỗi thất vọng, khát khao..."

## Danh sách đĩa nhạc
- Đi tìm trái tim
- Chia tay hoàng hôn
- Vầng trăng Ba Đình (1987)
- Chia tay hoàng hôn (1992)
- Màu hoa đỏ (1994)
- Tự sự (album chọn lọc của Thanh Lam và Trí Minh, 2000)

Liveshow
- Thuận Yến – Tình yêu không lời  (liveshow của Thanh Lam và Trí Minh, 2009)
- Bản tình ca cha viết (liveshow của Thanh Hương, Thanh Lam và Trí Minh, 2014)

## Sách
- Tuyển tập ca khúc Thuận Yến, 2003, Nhà xuất bản âm nhạc Hà Nội